# Catherine Arnaud
Catherine Marie-Jeanne Arnaud (* 5. Februar 1963 in Bordeaux) ist eine ehemalige französische Judoka. Sie gewann zwei Weltmeistertitel und war viermal Europameisterin.

## Sportliche Karriere
Die 1,56 m große Catherine Arnaud kämpfte fast durchgängig im Leichtgewicht, der Gewichtsklasse bis 56 Kilogramm. 1983 gewann sie ihren ersten französischen Meistertitel, weitere folgten von 1987 bis 1989. 1981 und 1982 war sie jeweils Zweite hinter Béatrice Rodriguez.
Ihre erste internationale Medaille gewann Arnaud bei den Weltmeisterschaften 1984 in Wien, als sie im Halbfinale der Australierin Suzanne Williams unterlag, aber den Kampf um Bronze gegen die Japanerin Satsuki Watabe gewann. 1986 erkämpfte Arnaud den Titel bei den Welttitelkämpfen der Studierenden. 1987 gewann sie in Paris den Europameistertitel, nachdem sie im Halbfinale die Deutsche Regina Philips besiegt hatte, schlug sie im Finale die Britin Ann Hughes. Bei den Weltmeisterschaften 1987 in Essen besiegte sie im Viertelfinale Regina Philips. Nach ihrem Halbfinalsieg über die Kubanerin Cecilia Alacán gewann sie den Titel mit einem Sieg über Suzanne Williams. 1988 verteidigte sie ihren Europameistertitel in Pamplona mit einem Finalsieg über die Spanierin Miriam Blasco. Bei den Olympischen Spielen 1988 in Seoul wurde Frauenjudo als Demonstrationswettbewerb ausgetragen. Catherine Arnaud unterlag im Halbfinale Susanne Williams und belegte den dritten Platz.
1989 gewann sie in Helsinki ihren dritten Europameistertitel durch einen Finalsieg über die Polin Maria Gontowicz-Szałas. Fünf Monate später fanden in Belgrad die Weltmeisterschaften 1989 statt. Mit Siegen über Miriam Blasco im Halbfinale und Ann Hughes im Finale verteidigte sie ihren Titel von 1987. 1990 gewann Arnaud in Frankfurt am Main zum vierten Mal in Folge die Europameisterschaften, im Halbfinale bezwang sie die Belgierin Nicole Flagothier und im Finale die Deutsche Gudrun Hausch. Bei den Europameisterschaften 1991 in Prag unterlag sie im Viertelfinale der Italienerin Laura Zimbaro, kämpfte sich aber mit drei Siegen in der Hoffnungsrunde zur Bronzemedaille durch. Zwei Monate später erreichte sie bei den Weltmeisterschaften in Barcelona das Halbfinale. Nach Niederlagen gegen die Belgierin Nicole Flagothier und die Britin Nicola Fairbrother belegte Arnaud den fünften Platz. 1992 unterlag sie Nicola Fairbrother im Viertelfinale der Europameisterschaften in Paris. Wie im Vorjahr erkämpfte sie über die Hoffnungsrunde eine Bronzemedaille. Bei der olympischen Premiere des Frauenjudo 1992 in Barcelona verlor Arnaud im Viertelfinale gegen Nicola Fairbrother. Nach ihrer Niederlage in der Hoffnungsrunde gegen Kate Donahoo aus den Vereinigten Staaten belegte Arnaud zum Abschluss ihrer Karriere den siebten Platz.